# Alphonse Bernoud

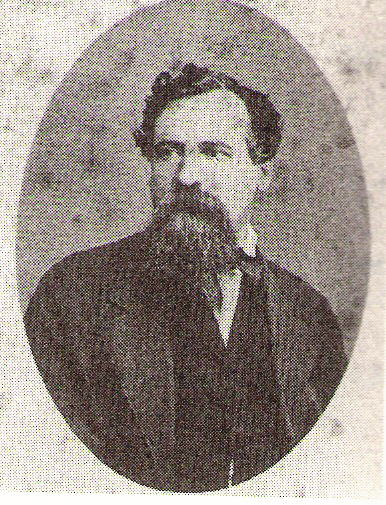
Bernoud, retrato

Jean-Baptiste, Alphonse Bernoud (Meximieux, 4 de febrero de 1820 – Lyon, 24 de noviembre de 1889) fue un fotógrafo francés activo en Italia (Florencia, Livorno y Nápoles).

## Trayectoria
Trabajó para la Casa de Borbón-Dos Sicilias y la Casa Savoya. Y fotografió numerosas escenas en Basilicata en el Terremoto de 1857 y la erupción del Vesubio de 1872.
En 1872, cerró su taller en Italia y regresó a Francia, donde presentó una serie de fotografías botánicas en la Sociedad Francesa de Fotografía.